# داغ کولانی
داغ کولانی (به لاتین: Dagkolany) یک منطقه مسکونی در جمهوری آذربایجان است که در شهرستان شماخی واقع شده‌است.